# 王麟次
王麟次（16世紀—17世紀），字雲奉，辰州府沅陵縣人，南明文學人物。

## 生平
王麟次是萬曆四十一年進士王大受的幼子，個性聰穎，能一目數行；自幼就會送米糧給後輩，又孝順友愛，重視承諾。他在永曆八年（1654年）中舉人，但看到世事日非，因此寄情詩酒，隱居於柳林四十年，人稱狂生；有作品《雲樹山房集》流傳。

## 引用
1. 1 2  同治《沅陵縣志·卷三十·人物一》：王麟次，字雲奉，大受季子也。性穎異，目數行下，幼餼弟子員，篤孝友，重然諾。寄興詩酒，往往以氣自豪，人目之曰狂生。嘗以文見售於世而恨非其時，乃僻居柳林岔者四十年。著有《雲樹山房集》。 府志
2. ↑  錢海岳《南明史·卷九十七·列傳第七十三》：沅陵王麟次，字雲奉，永曆八年舉貴州鄉試。詩酒。
3. ↑  同治《沅陵縣志·卷二十二·選舉三》：明季（舉人）……王麟次 （永曆）甲午科，有傳